# Aneilema
- Commons
- Wikispecies

Aneilema R.Br.  é um género botânico pertencente à família Commelinaceae.

## Sinonímia
- Ballya  Brenan

## Espécies
- Aneilema acuminatum
- Aneilema acutifolium
- Aneilema adhaerens
- Aneilema aequinoctiale
- Aneilema affine
- Lista completa